# Иванча (област Търговище)
 За другото българско село вижте Иванча (Област Велико Търново).  
Ива̀нча е село в Североизточна България. То се намира в община Попово, област Търговище.

## География
Разположено е в хълмообразна местност, върху склон, до северния бряг на река Голямата река (Буюк дере), на границата между Поповския и Омуртагския край. Намира се на 22 км на юг от Попово, и на 13 км от град Антоново, на 300-500 м надморска височина. Землището му граничи със селата Баба Тонка, Долец, Пиринец, Долна Златица и Бракница. Образувано е от четири махали – Владовската махала, Димийовската махала, Сяровската махала и Чаршията.

## Кратка историческа справка
Името на селото през 17 век е Курт Алан (Вълча поляна) и за първи път се споменава в турските данъчни регистри през 1555 г. Селото се е намирало на 1 км от сегашното и е било преместено заради прииждането на реката. В местността Юрта (Юртлука) били заселени и черкези, които изгарят поселението си, когато го напускат. Освобождението заварва селото като чисто турско. При първото преброяване в Княжество България, проведено през 1880 г., в него е отбелязан само 1 жител християнин. Само след няколко години обаче съотношението между броя на българското и турското население напълно се променило в полза на българското. Промените настъпили вследствие на изселването на мюсюлманите (предимно турци и малко татари и черкези), което започнало още в края на Руско-турската освободителна война. След 1883 г. започва масовото му заселване с българи - балканджии от Тревненско и Дряновско - от селата Бочковци, Ивановци, Клъшка река, Първовци, Еленско, Маневци и Стояновци, като първите семейства идват от село Терзиевци, Дряновско. Последните турци се изселват през 1884 г. и селото остава вече чисто българско. Статистическите данни от 1887 г. показват 266 българи християни и нито един турчин. През 1884 г. жителите му го преименуват на Иванча, на последното дете, родено в селото преди преименуването му — Иван Милев, загинал като войник по време на Първата световна война през 1916 г.
Църквата на селото „Св. Пророк Илия“ е била построена през 1885 г., а училището в Иванча датира от 1884 г.
През същата година в селото правят опит да се заселят черногорци, които идват от село Разделци, Омуртагско, но не били приети радушно от балканджиите и те не остават задълго в селото.
Старите селски родове са: Бозмовите, Димиевци, Коравците, Малчевите, Маневите, Петровци, Симеоновци, Стойчевите, Сяровите, Чилингировите и др.
Днес селото е едно от най-малките в Поповска община по броя на жителите си, които са предимно много възрастни пенсионери.

## Религии
- Християнска - източноправославна

## Обществени институции
- Кметско наместничество – за селото отговаря кметският наместник на село Баба Тонка;
- Църковен храм „Св. пророк Илия“, издигнат в годините между 1885 и 1903 г.;
- Недействащо (закрито) училище;
- Народно читалище „Просвета-2003“, създадено първоначално през 1923 г. от местни учители;

## Културни и природни забележителности
- В землището на селото и до днес личат следите на множество археологически обекти от античността до средновековието – тракийски и римски селища, античен и средновековен път, надгорбни могили и др.
- Вековната гора „Заклетата курия“, намираща се на 1 км на юг от селото.
- Девет красиви водопада, разположени по левите и десните притоци на Голямата река
- Изградената екопътека, започваща от моста в края на селото.

## Редовни събития
- Курбан за благодат на селото - 21 май - Денят на Свети Свети Константин и Елена

## Загинали жители на селото във войните за национално обединение
- Загинали жители на с. Иванча по време на Балканските войни:

1. Иван Станчев Михайлов – (35 г.), 43-ти резервистки полк, 16.10.1912, при Бунар хисар, Източна Тракия срещу турците.
2. Стойко Петров Стойков – (34 г.), 43-ти резервистки полк, 16.10.1912, при Кара агач, Източна Тракия, срещу турците.
3. Малчо Цанев Колев – (24 г.), 19-и пехотен Шуменски полк, 16.10.1912, при Бунар Хисар, Източна Тракия, срещу турците.
4. Стефан Петков Сяров – (24 г.), 19-и пехотен Шуменски полк, при Кара агач, Източна Тракия, срещу турците.
5. Влади Петков Владев – (28 г.), 19-и пехотен Шуменски полк, 03.02.1913, при Чорлу, Източна Тракия срещу турците.
6. Минчо Иванов Сяров – (23 г.), 31-ви пехотен Силистренски полк, 17.02.1913, при Чаталджа, Източна Тракия, срещу турците.
7. Кою Петров Данчев – (36 г.), 19-и пехотен Шуменски полк, юни 1913 г., при връх Султан тепе, Македония, срещу сърбите.
8. Иван Илиев Милев – (23 г.), 19-и пехотен Шуменски полк, 07.07.1913, при връх Голем, Македония, срещу сърбите.
9. Никола Иванов Петров – (23 г.), 19-и пехотен Шуменски полк, юни 1913 г., при Султан тепе, Македония, срещу сърбите.
- Загинали жители на с. Иванча по време на Първата световна война:

1. Георги Петков Симеонов – (21 г.), 15-и артилерийски полк, 06.09.1916, при с. Мечеш махле, Македония.
2. Дончо Петков Симеонов – (26 г.), 19-и пехотен Шуменски полк, 09.09.1916, умира в Поповската полева болница от раните си, получени при битката за Тутракан.
3. Симеон Петков Симеонов – (33 г.), 19-и пехотен Шуменски полк, 05.09.1916, при с. Дайдър (дн. с. Шуменци, Тутраканско).
4. Иван Милев Димитров – (33 г.), 19-и пехотен Шуменски полк, 05.09.1916, при с. Дайдър, Тутраканско.
5. Велко Проданов Колев – (32 г.), 19-и пехотен Шуменски полк, 23.10.1916, при с. Идирие-куюсу, Северна Добруджа.
6. Иван Белчев Иванов – (27 г.), 19-и пехотен Шуменски полк, 05.09.1916, при с. Дайдър, Тутраканско.
7. Михаил Колев Минев – (27 г.), 19-и пехотен Шуменски полк, 5-6.09.1916, при с. Дайдър, Тутраканско.
8. Ганчо Митев Цанев – (33 г.), 19-и пехотен Шуменски полк, 05.09.1916, при с. Дайдър, Тутраканско.
9. Михаил Славов Михайлов – (30 г.), 19-и пехотен Шуменски полк, Северна Добруджа.
10. Марин Стоянов Димов – (34 г.), 19-и пехотен Шуменски полк, 15-и артилерийски полк, при Добро поле, Македония.
11. Петър Иванов Петров – (31 г.), 19-и пехотен Шуменски полк, 12.05.1918, при гр. Охрид, Македония.
12. Манол Тотев Митев – (24 г.), 15-и артилерийски полк, 28.08.1917, при с. Айгеданкьой, Македония.
13. Стоян Димиев Петров – (50 г.), 10-а опълченска дружина, 22.10.1916, при с. Полог, Битолско (Македония).
14. Иван Митев Иванов – (23 г.), 31-ви пехотен Силистренски полк, 19.09.1916, при с. Енидже, Северна Добруджа.
15. Генчо Добрев Стоянов – (26 г.), 47-и пехотен полк, 06.08.1917, при с. Максинени, Браилско (Северна Добруджа).
16. Продан Тодоров Добрев – (21 г.), 6-и Македонски полк, 23.10.1916, при Криволак, Македония.
17. Иван Цанев Малчев – (23 г.), 19-и пехотен Шуменски полк, 09.09.1917, при с. Максинени, Браилско (Северна Добруджа).
18. Петър Иванов Колев – (21 г.), телеграфна дружина, 28.11.1918, при Добрич.
19. Марко Димитров Спасов – (32 г.), 19-и пехотен Шуменски полк, 4 януари 1917, при с. Джижила, Мачинско (Северна Добруджа).
20. Иван Стоянов Димов – (???)
- Загинали жители на с. Иванча по време на Втората световна война:

1. Петко Иванов Сяров – (???), 3-ти армейски свързочен полк, при сраженията на река Мур на територията на днешно Хърватско – (март-май 1945 г.).

## Личности
- Илия Н. Радков (1902-1975) – специалист по горско стопанство, ст.н. с., доктор;
- Петър Д. Чилингиров (1901-1991) – доктор, общественик и стопански деец;
- Цаньо Симеонов (1915-2003) – електроинженер, работил в чужбина като търговски представител на България;
- Цаньо С. Христов (1927) – работил в ЦСУ, в Министерството на земеделието, в СИВ и Куба, доктор;
- Иван Цанев (1914-1994) – дългогодишен архиерейски наместник в Попово;
- Петър Ненов (1933) – краевед, автор на книгите „Иванча“ и „Родът Радкови“, инициатор за направата на войнишки паметник в селото;
- Никифор С. Христов (1922-2001) – архитект, полковник, работил в Министерството на народната отбрана.

## Фотогалерия – откриване на първата екопътека в Поповска община
- Откриване на екопътеката
- Запалването на скаутския огън
- Скаутски лагер и гости
- Първите туристи